# Tom Stallard
Thomas Alexander Stallard, detto Tom (Città di Westminster, 11 settembre 1978), è un ex canottiere britannico, vincitore della medaglia d'argento nell'8 con a Pechino 2008. Dal 2023 è ingegnere di pista del pilota australiano Oscar Piastri nella scuderia di Formula Uno McLaren, dove lavora dal 2012. Precedentemente è stato ingegnere di pista di Jenson Button, Stoffel Vandoorne, Carlos Sainz Jr e Daniel Ricciardo.

## Palmarès
- Olimpiadi

Pechino 2008: argento nell'8 con.
- Campionati del mondo di canottaggio

2002 - Siviglia: oro nel 4 con.
2003 - Milano: argento nel 4 con.
2007 - Monaco di Baviera: bronzo nell'8 con.